# Korlaet
Korlaet y Cía. Ltda. fue una cadena de supermercados de Chile, cuya sede principal se encontraba en Antofagasta. Fue adquirida por Unimarc el 15 de abril de 2008.

## Historia
La marca Korlaet nació en 1978, y fue el primer autoservicio de Antofagasta. El origen de Korlaet se remonta a varias generaciones atrás, ya que la familia Korlaet llegó a Chile a principios de 1900, provenientes de la isla de Brac, en Croacia. Uno de ellos, Juan Korlaet, abrió un almacén llamado El Pampino en 1930. Juan falleció en 1972; su hijo Ivo Korlaet y su madre Franka Music quedaron a la cabeza del negocio familiar y posteriormente se les unen Dinko y Francisco Korlaet.
El 14 de febrero de 2001, Korlaet fue galardonado por la municipalidad de Antofagasta con el Premio Ancla de Oro, en reconocimiento a su trayectoria local.
El 15 de abril de 2008 Korlaet fue adquirido por Unimarc, vinculado al empresario Álvaro Saieh vía SMU, después de que durante varios años ciertas compañías de Santiago intentaran sin éxito hacerse con esta compañía que anualmente facturaba más de 100 millones de dólares. En marzo de 2009 pasó a llamarse Unimarc, tras la unificación de todas las cadenas supermercadistas que Saieh había adquirido.